# 陈守晸
陈守晸，湖南省長沙府長沙縣人，清朝政治人物、進士出身。
光緒十六年，登進士，同年五月，著交吏部掣签，分发各省以知县即用。1907年，接替魏诗诠任崇明县知县一职，1908年由何希曾接任。